# Ospina
Ospina es un municipio de Colombia ubicado en el departamento de Nariño, en el suroccidente de la nación. Fue fundado el 1 de octubre de 1664 por María Mués Calcán, y fue erigido a municipio en 1865.

## División Político-Administrativa
Además de su Cabecera municipal. Ospina tiene bajo su jurisdicción los siguientes Centros poblados:
- Cunchila
- San Isidro